# فیروزوالا
فیروزوالا (به انگلیسی: Ferozewala) یک شهر در پاکستان است که در ناحیه شیخوپوره واقع شده‌است.